# Melinda Geiger
Melinda Anamaria Geiger (n. 28 martie 1987, Baia Mare) este o jucătoare profesionistă de handbal din România. După o evoluție de șapte ani la echipa Știința HCM Baia Mare, Geiger s-a transferat, pe 5 octombrie 2010, la campioana României, Oltchim Râmnicu-Vâlcea. Începând cu 1 februarie 2012, Geiger a fost împrumutată de Oltchim, până la sfârșitul sezonului 2011-2012, la echipa germană Thüringer HC, antrenată de Herbert Müller. Încă înainte de desființarea echipei de handbal feminin HCM Baia Mare, la sfârșitul sezonului 2015-2016, Melinda Geiger a semnat, pe 29 aprilie 2016, un contract pe 2 ani cu echipa franceză din prima ligă, Brest Bretagne Handball. Melinda Geiger s-a retras din activitatea sportivă în 2019.

## Biografie
Melinda Geiger s-a născut pe data de 28 martie 1987, în municipiul Baia Mare. Deși tatăl ei, Mihaly Geiger, fost luptător de judo, handbal și fotbal, are origini ungurești, Melinda nu știe să vorbească maghiară.
Copilul Melinda Geiger a fost „foarte zbuciumat”, participând adesea la partide de fotbal cu băieții. Geiger a început să joace handbal la vârsta de 12 ani, la Școala nr. 12 din Baia Mare, cu profesoara de sport Iuliana Lică, cea care a remarcat-o și a îndreptat-o spre acest sport. În scurt timp, datorită talentului de care a dat dovadă, ajunge să joace la Clubul Sportiv Școlar nr. 2, unde este antrenată de Romeo Murariu și apoi de Nicolae Voinea. În 2001 a câștigat titlul național la junioare II.
Melinda a debutat în Liga Națională de Handbal la vârsta de 16 ani, la clubul HC Selmont Baia Mare, devenit ulterior Știința HCM Baia Mare, și a fost timp de șapte ani componenta acestei echipe. În acest timp, ea a făcut parte din loturile României de junioare, tineret și senioare și a fost selecționată în echipa României la Campionatul European de Handbal Feminin din 2008 și la Campionatul Mondial de Handbal Feminin din 2009.
Melinda Geiger a absolvit Colegiul tehnic „Anghel Saligny” din Baia Mare, iar în 2007 a fost admisă la Facultatea de Litere din cadrul Universității de Nord din Baia Mare - specializarea limbi moderne aplicate (engleză - germană), actualmente fiind studentă în anul III.
În septembrie 2010, Melinda Geiger a fost considerată revelația echipei României la Cupa Mondială din Danemarca, după ce a devenit cea mai bună marcatoare a naționalei, cu șase goluri înscrise, în finala în care România a învins Norvegia cu scorul de 24-23. Până să perfecteze transferul Melindei Geiger la Oltchim, conducerea clubului HCM Baia Mare a mai purtat discuții cu echipe valoroase precum Viborg, Hypo Viena sau Győr.
Melinda a fost transferată de Oltchim în ultima zi de transferuri pentru Liga Campionilor, ea fiind trecută pe lista EHF, fapt care îi va permite să fie selecționată în echipa campioanei României în cea mai puternică competiție intercluburi. Oltchim a plătit clubului din Baia Mare suma de 50.000 de euro și va oferi un set complet de echipament fostei echipe a Melindei. De asemenea, Știința HCM Baia Mare va fi invitată în luna decembrie la un turneu de pregătire la Râmnicu-Vâlcea, cheltuielile fiind suportate de către Oltchim. Contractul semnat de Geiger este valabil pînă în iunie 2013.
Între 7 decembrie și 19 decembrie 2010, Melinda a fost o piesă de bază în naționala României la Campionatul European de Handbal Feminin din 2010. Evoluția ei a fost totuși inconstantă, iar acest lucru s-a datorat faptului că antrenorul Péter Kovács nu i-a permis deloc să joace la Oltchim, lucru remarcat și de antrenorul naționalei, domnul Radu Voina. În final, Melinda și colegele ei au câștigat medalia de bronz, învingând în finala mică Danemarca, cu scorul de 16-15.
Melinda mai are o soră, Rebeca, în vârstă de 18 ani, și un frate, Vlad, de 22 ani.

## Preferințe
Jucătoarele de handbal preferate ale Melindei Geiger sunt Bojana Radulović și Gro Hammerseng, iar clubul de handbal preferat este Viborg HK. Cele mai bune prietene sunt fostele sale colege de la Baia Mare, Ioana Negria, Oana Amaxinesei și Gabriela Mihalschi. Echipa de handbal ideală i se pare formula Oltchim din 2007, iar cei mai apreciați antrenori Ioan Băban și Mariana Târcă.
Pasiunile Melindei sunt muzica și dansul. Îi place să asculte muzică R&B, dance, hip-hop, soul, iar cântăreții preferați sunt Céline Dion, Mariah Carey și Bryan Adams. Filmul preferat al jucătoarei este The Notebook, iar actorul îndrăgit este Bruce Willis.
Melindei Geiger îi plac mașinile Lamborghini, iar în timpul liber se joacă pe calculator, joacă rummy cu prietenele, se joacă cu pisica personală, citește, completează rebusuri sau integrame. Preparatul culinar preferat este cașcavalul pane.

## Palmares

### Club
- Câștigătoare a Ligii Naționale de Junioare II (2001)
- Câștigătoare a Cupei României (2013, 2014)
- Campioană națională (2014)
- Vicecampioană națională (2013)

### Națională
- Cupa Mondială: locul 2 (2006)
- Cupa Mondială: câștigătoare (2010)
- Campionatul European: locul 3 (2010)
- Campionatul Mondial: locul 3 (2015)